# Kelly Clarkson
Kelly Brianne Clarkson (Fort Worth, Texas, 1982. április 24. –) háromszoros Grammy- és ötszörös Daytime Emmy-díjas amerikai pop-rock-énekes, dalszerző. Debütáló anyagát az RCA Recordsnál adta ki, miután megnyerte az American Idol 2002-es, első évadját.

## Karrierje
2002-ben az első American Idol tehetségkutató műsorban való indulásra a barátai ösztönözték. Madonna Express Yourself című dalát adta elő elsőre, amivel azonnal meggyőzte a zsűrit  tehetségéről. A műsorfolyam döntőjében végül a szavazatok 58%-át nyerte el.
Később mint az American Idol nyertesének automatikusan indulnia kellett a World Idol versenyen is, ahol a második helyen végzett.
Eredetileg mint popénekes adta ki első albumát 2003-ban, a Thankfult. Multi-platinummá vált második albumán, a 2004-es Breakaway-en már inkább a pop-rock irányultságú zenéhez közelített. Harmadik albuma, a My December 2007. június 26-án jelent meg. A Sony Music szerint Clarkson 23 millió albumot adott el eddig világszerte. Kilenc kislemeze került be a top tíz listába a Billboard Hot 100-on. Első három albuma 9,5 millió példányban kelt el az Egyesült Államokban.
2008-ban a VH1 az új évezred 10 legszexibb nője közé választotta, a nyolcadik helyen végezve. A huszonnyolcadik helyet érte el a VH1 Top 30 Hottest Rock Front Woman listáján. 2008-ban ő az egyike a 10 legtöbbet szereplő előadónak a felnőtt kortárs rádióban.
Clarkson negyedik albuma, az All I Ever Wanted 2009. március 10-én jelent meg. Az erről elsőként kimásolt kislemez, a My Life Would Suck Without You a 97. helyről az első helyre ugrott a Billboard Hot 100-on megjelenésének első hetében, megdöntve a slágerlisták történetében a legnagyobb ugrás rekordját.
2009. október 2-án nagyszabású világkörüli turnéra indult, melynek keretében az Amerikai Egyesült Államokban, Európában, Ausztráliában, Ázsiában és Dél-Afrikában is koncertet adott.
Clarkson egy MTV-nek adott interjújában bejelentette, hogy elkezdett dolgozni ötödik stúdióalbumán, és reményei szerint a lemez 2010 végén megjelenik.
2010. október 6-án az énekesnő hivatalos Twitter-oldalán bejelentette, hogy az ötödik album várhatóan 2011 elején jelenik meg. A lemezen két duett is helyet kap majd. Az album munkálatai befejeződtek, azonban az énekesnő menedzsmentje úgy döntött, hogy a megjelenés dátumát későbbre tolja.
2011. augusztus 17-én végül Clarkson bejelentette, hogy ötödik stúdióalbuma Stronger címmel fog megjelenni 2011. október 25-én.  Az új lemezen együtt dolgozott többek között Rodney Jerkins, Toby Gad és Claude Kelly producerekkel. Új kislemeze, a Mr. Know It All pedig 2011. szeptember 5-én jelent meg. Az albumról másodikként kimásolt kislemez, a Stronger (What Doesn't Kill You) című dal volt, mely az énekesnő legsikeresebb slágere lett az utóbbi években. A dal felkerült az amerikai Billboard Hot 100-as lista élére, és ezzel Clarkson harmadik No.1 dala lett az USA-ban.
10 évvel azután, hogy megnyerte az American Idolt, az énekesnő egy válogatásalbumot jelentetett meg, melyen 3 új dal is helyet kapott. A Greatest Hits- Chapter 1 című lemez 2012. november 19-én jelent meg, a lemezen található egyik új szerzemény kislemezként pedig 2012. október 16-án. A dal címe Catch My Breath.
Clarkson első karácsonyi albumba 2013. október 29-én jelent meg Wrapped In Red címmel, melyre több népszerű karácsonyi dal mellett saját szerzemények is felkerültek.
Utána az énekesnő valamelyest háttérbe helyezte karrierjét, hogy magánéletére koncentráljon. 2013. október 20-án összeházasodott a menedzser Brandon Blackstockkal, majd 2014 júniusában megszületett első gyermekük.
2014 januárjában az énekesnő Twitterén jelentette be, hogy hamarosan elkezdődnek új albumának stúdiómunkálatai, és a lemez várhatóan 2014 végén jelenik meg.
2014 szeptemberében Clarkson elmondta, hogy legújabb albuma 2015 elején érkezik. 2015. január 12-én megjelentette legújabb albumának debütáló dalát, a Heartbeat Songot, amely szépen haladt a listákon. Kelly egy interjúban elárulta, hogy legújabb albuma március 3-án debütál Piece By Piece címmel. Az album az amerikai toplista 1. helyén végzett, ami Clarkson 3. első helyet elérő albuma Amerikában. Az album második kislemeze az Invincible. 2015. október 16-án jelent meg Ben Haenow-val a közös duettjük, a Second Hand Heart.

## Diszkográfia

### Albumok
- 2003 Thankful
- 2004 Breakaway
- 2007 My December
- 2009 All I Ever Wanted
- 2011 Stronger
- 2012 Greatest Hits- Chapter
- 2013 Wrapped In Red
- 2015 Piece By Piece
- 2017 Meaning of Life
- 2021:  When Christmas Comes Around...
- 2022:  Kellyoke
- 2023:  Chemistry

### Kislemezek
- 2002 A Moment Like This
- 2003 Miss Independent
- 2003 Low
- 2003 The Trouble with Love Is
- 2004 Breakaway
- 2004 Since U Been Gone
- 2005 Behind These Hazel Eyes
- 2005 Because Of You
- 2006 Walk Away
- 2007 Never Again
- 2007 Sober
- 2007 One Minute
- 2007 Don't Waste Your Time
- 2009 My Life Would Suck Without You
- 2009 I Do Not Hook Up
- 2009 Already Gone
- 2010 All I Ever Wanted (csak Észak-Amerikában)
- 2010 Don't You Wanna Stay (feat. Jason Aldean) (csak Észak-Amerikában)
- 2011 Mr. Know It All
- 2011 I'll Be Home For Christmas
- 2012 What Doesn't Kill You (Stronger)
- 2012 Dark Side
- 2012 Catch My Breath
- 2013 People Like Us
- 2013 Underneath The Tree
- 2014 Wrapped In Red
- 2015 Heartbeat Song
- 2015 Invincible
- 2015 Piece by Piece
- 2017 Love So Soft
- 2018 I Don't Think About You
- 2018 Heat
- 2019 Broken & Beautiful
- 2019 I Dare You
- 2019 Under The Mistletoe feat. Brett Eldredge
- 2021 Christmas Isn't Cancel ( Just You)
- 2022 Santa, Can't You Hear Me feat. Ariana Grande
- 2023 Mine
- 2023 Me
- 2023 Favorite Kind of High
- 2025 Where Have You Been